# 達爾齊爾嶺
70°15′S 63°55′W / 70.250°S 63.917°W
達爾齊爾嶺（英語：Dalziel Ridge），是南極洲的山嶺，位於帕爾默地，屬於哥倫比亞山脈的一部分，在1974年由美國地質調查局繪入地圖，現時由南極條約體系管理。